# Аја Векија (Кампобасо)
Аја Векија (итал. Aia Vecchia) је насеље у Италији у округу Кампобасо, региону Молизе.
Према процени из 2011. у насељу је живело 29 становника. Насеље се налази на надморској висини од 627 м.